# Mélanippe enchaînée
Pour les articles homonymes, voir Mélanippe.

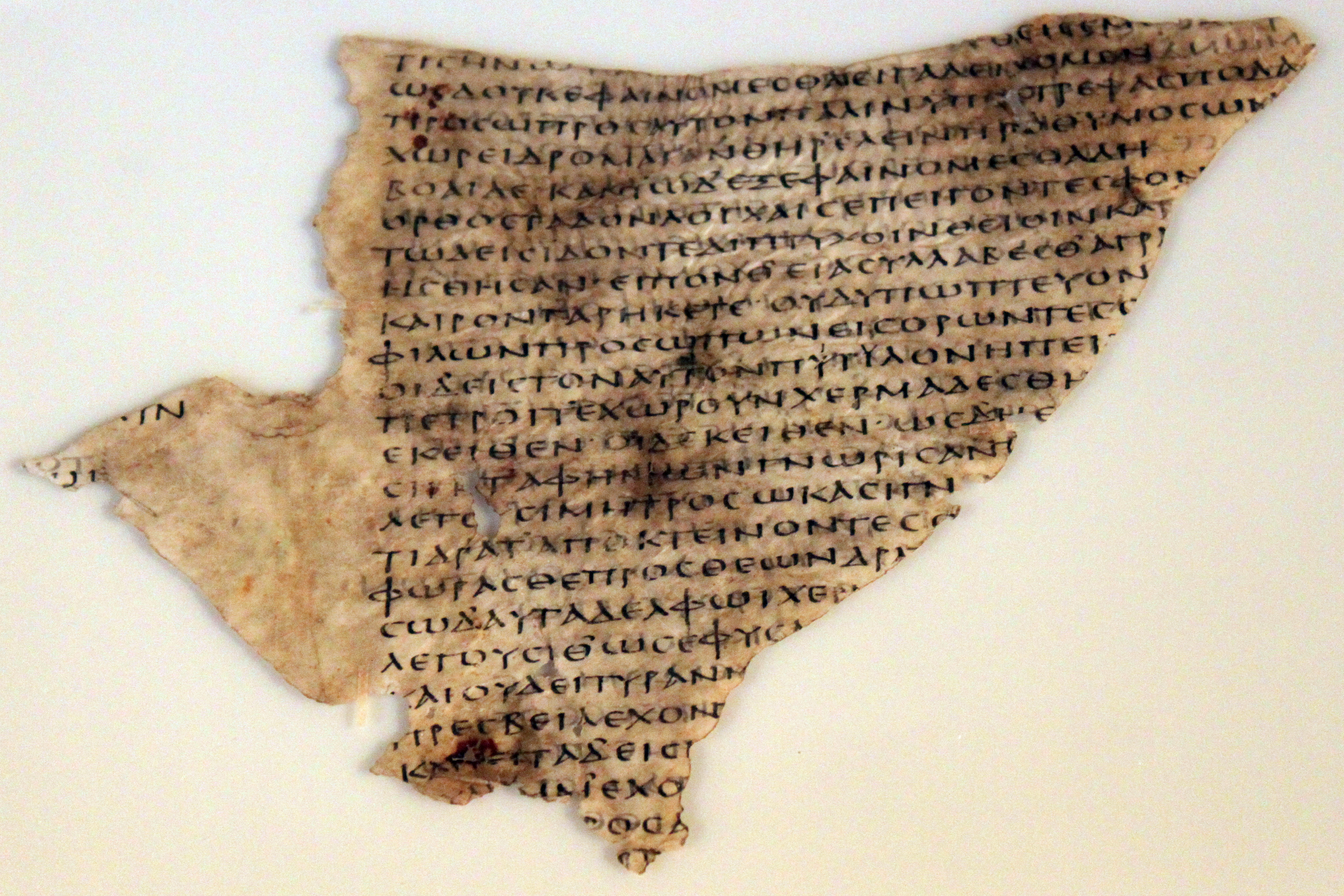
Fragment de papyrus grec du Ve siècle apr. J.-C., retrouvé en Égypte, dans le Fayoum, et arborant une partie du texte de la tragédie Mélanippe enchaînée. Musée égyptien de Berlin.

Mélanippe enchaînée (Μελανίππη δεσμῶτις) est une tragédie grecque fragmentaire d'Euripide, reprenant le mythe de Mélanippe ou Arné. Son texte a été en grande partie perdu : on ne le connaît que par des fragments.